# Rain (Mortal Kombat)
Rain es un personaje en la serie de juegos de lucha Mortal Kombat, siendo un luchador de Edenia. Al principio pensaron en Rain para aparecer en el Mortal Kombat 3, pero en realidad no apareció hasta el Ultimate Mortal Kombat 3 en la versión de Super Nintendo y Sega Genesis. Rain está inspirado en el icónico artista Prince quién en los años ochenta detuvo el mundo con su álbum Purple Rain, junto con una película y un tour que llevaban el mismo nombre.

## Primera Linea Temporal

### Historia
Rain nació en Edenia y a su juventud, presenció la invasión de su reino por parte de Shao Kahn y las fuerzas de Outworld. A medida que el reino se llenaba de caos, fue expulsado de contrabando a instancias de su padre adoptivo, un general del ejército de Edenia que se quedó para cumplir con su responsabilidad. No obstante, las tropas del reino fueron restringidas y Shao Kahn asesinó al padre de Rain. Rain fue hallado por los escuadrones de aniquilación del emperador y se le ofreció una alternativa: pelear por el Kahn o fallecer. Optó por la primera, ya sea por temor o por razones encubiertas, abandonando a Edenia.

### Mortal Kombat 3
Milenios más tarde, Rain volvió a aparecer durante la incursión de Shao Kahn en Earthrealm. Rain batalló contra las fuerzas de Earthrealm, hasta que la Princesa Kitana de Edenia lo desafió y le comunicó que Shao Kahn había asesinado a su progenitor. Descontento, se dirigió hacia el emperador y emprendió una misión para derrocarlo. Se desconoce con precisión qué ocurre a Rain tras su abandono, dado que no fue él quien derrocó a Shao Kahn, pero su ausencia podría haber dejado a Kahn más vulnerable.

### Mortal Kombat: Deception
En el modo Konquest, situado en una época pasada, Rain contrató al explorador Shujinko con el objetivo de localizar una daga ceremonial Shokan que Goro había olvidado en Outworld. Al encontrarla Shujinko, Rain le abonó el servicio, pero admitió que prefería mantener la daga. Más adelante, Rain forzó a Shujinko a ser reclutado para descubrir un escondite que atrapara a los combatientes por la libertad de Edenia. Shujinko informó al ninja acerca de una cueva cercana y Rain optó por darle la vida como compensación. No obstante, lo estaban conduciendo hacia una trampa y Jade lo neutralizó antes de que comprendiera lo que ocurrió.

### Mortal Kombat: Armageddon
Conforme se aproximaba la batalla final de Armageddon, Rain descubrió sus auténticos raíces por medio de Quan Chi, un emisario del anciano caído Lord Shinnok, quien le comunicó que Argus, el dios guardián de Edenia, era en realidad su auténtico padre. Empezó a autodenominarse príncipe de Edenia y intentó asesinar a sus dos hermanos medios, Taven y Daegon, para luego exigir el premio final y el poder prometido por vencer a Blaze. Finalmente, siguió a Taven hasta Artika en Earthrealm y batalló contra él, solo para ser vencido y desaparecer en un portal de agua. Él se encontraba entre las Fuerzas oscuras en la Batalla de Armagedón y falleció durante el enfrentamiento.

## Segunda Línea Temporal

### Historia
Rain nació como el hijo biológico de Argus, el dios guardián de Edenia, y de Amara, la mortal. En la incursión de Outworld en Edenia, Rain fue acogido por la Resistencia de Edenia. Aunque batalló por ellos y ascendió rápidamente de rango, su orgullo se incrementó junto a él. Cuando pidió el mando de sus fuerzas y se lo negaron, decidió ceder voluntariamente a su reino en pos del poder al unirse a Shao Kahn, quien le otorgó a Rain la dirección de su propio ejército.

### Mortal Kombat(2011)
Rain aparece como un personaje de contenido extra en Mortal Kombat 9.
En el desenlace de MK9, Rain venció y aplastó a la Resistencia de Edenia, sin embargo, Shao Kahn posteriormente le negó su propio ejército. Después, asesinó al Emperador con su propia sangre. Raiden, el dios del trueno, quedó maravillado y posteriormente condujo a Rain a su antiguo hogar en Edenia. Durante su presencia, Rain descubrió la raíz de sus raíces al aproximarse a la antigua estatua de Argus, un dios de Edenia que era el progenitor biológico de Rain.
Sin embargo, con su divinidad confirmada, la ruta de Rain estaba definida: posteriormente convocaría y encabezaría un ejército en masa de seguidores, incluyendo a los de la milicia de Shao Kahn, no solo con el objetivo de dominar Outworld, sino también para conquistar todos los reinos, incluyendo, para sorpresa y terror de Raiden, Earthrealm como su primer objetivo. Aunque este desenlace no es convencional, en algún instante Rain descubre su auténtico legado.

### Mortal Kombat X
A pesar de que no se observó, se descubrió que Rain había apoyado a Reiko y Mileena en su conflicto con Kotal Kahn. Rain se reveló como un componente crucial del plan de Reiko para encerrar a Kotal K'etz y sus fuerzas, empleando su dominio sobre el clima para bloquear el sol, minando las fuerzas de Osh-Tekk antes de su confrontación con el Príncipe Shokan Goro. Rain debuta físicamente junto a Goro, mientras el Shokan congrega a los militares del Dragón Rojo. Cuando Kotal Kahn se aproxima, Goro instruye a Rain a manipular nuevamente el clima, bloqueando el sol, con el fin de negarle a Kotal Kahn su principal fuente de energía. Rain acata e invoca nubes para impedir el paso del sol.
Sin embargo, Kotal Kahn, armado con la Magia de Sangre que su Kamidogu le concedió, no se vio impactado e invocó un rayo de fuego solar para asesinar al edeniano en vida. La última vez que Rain es visto en el suelo, está seriamente quemado pero gritando de dolor, lo que sugiere que sobrevivió a sus lesiones.
El cuerpo quemado de Rain fue recogido por el Dragón Rojo y llevado al castillo de Mileena en el Valle Setiano. Mileena lo cuidó mientras se recuperaba y Rain finalmente recuperó la conciencia. Aún débil y cubierto de quemaduras, Rain estaba confundido sobre su paradero y después de que Mileena le explicara lo que le había sucedido, preguntó dónde estaba Reiko antes de revelarle a Mileena que escuchó al Dragón Rojo discutir la verdadera lealtad de Reiko al "asesor espiritual" Havik.
Después de la muerte de Shao Kahn, se alió con la "Emperatriz" Mileena junto a Tanya, sirviendo como estratega de sus fuerzas contra Kotal Kahn. Cuando Mileena obtuvo el amuleto sagrado de Shinnok, Rain vio la oportunidad de lidiar con ella, sabiendo que usarlo la mataría lentamente, lo que le permitiría tomar el trono para sí mismo. Posteriormente peleó con Kotal Kahn, pero terminó derrotado y se vio obligado a escapar. Rain reapareció luchando e intentando matar a la criatura Kytinn D'Vorah. Sin embargo, D'Vorah lo derrotó, y estuvo a punto de matarlo a él y a Tanya. Sin embargo, Cassie Cage la detuvo, perdonándolos. Después de perder ante D'Vorah, Rain no vuelve a ser visto.

### Mortal Kombat 11
Aunque originalmente solo aparece como un easter egg aleatorio (se lo encuentra luchando contra Blaze en la isla de Shang Tsung y en el conjunto de movimientos de Shang Tsung como una transformación), el propio Rain aparece como un personaje DLC jugable en Mortal Kombat 11. En los diálogos de introducción, desea deshacerse de Kitana Kahn y convertirse en el gobernante de Edenia. En su final no canónico, derrota a Kronika y toma el reloj de arena, usándolo para descubrir la verdad completa de su herencia. Descubrió que Argus le había mentido a Amara diciéndole que había nacido muerto, dejándola morir de dolor. Decidido a vengarse de él y de su madre, mató a Argus y a sus medio hermanos Taven y Daegon, dejando a Delia con vida para lamentar la pérdida de su familia.

## Tercera Línea Temporal

### Mortal Kombat 1
Rain, reconocido como un hábil mago de la Academia Imperial de Hechicería, finalmente logró el valioso rango de Gran Mago y fue adoptado como hijo por la propia Emperatriz Sindel. No obstante, su ambición sería explotada por un hechicero superior, Shang Tsung, que había ingresado en la corte de Sindel gracias a su acuerdo de proporcionar un supresor Tarkat a la hija de Sindel, Mileena. Al percatarse de lo mucho que todavía necesitaba aprender, Rain empezó a conspirar con Shang Tsung y el General Shao en contra de Sindel. Rain interpretó esto como un mero plan para derrocar a la emperatriz y mostrar su superioridad.
Rain se encuentra por vez primera en el banquete del torneo, cuando Liu Kang le muestra a Raiden. Posteriormente, Tanya y él se encuentran en el laboratorio simulado de Shang Tsung, observando a Shang Tsung elaborando un nuevo suero para el Tarkat de Mileena. Su encuentro es perturbado por un conjunto de espionajes de Earthrealmers: Kenshi, Johnny Cage y Kung Lao, quienes descifran la situación y sostienen que el suero de Shang Tsung es el responsable del Tarkat de Mileena, ya que presenciaron la extracción de la médula de Baraka antes. En el juego de escaramuza, el recipiente de suero se derrumba en el suelo, lo que otorga a Rain tiempo para que Shang Tsung obtenga uno nuevo combatiendo a Kenshi y su equipo. No obstante, es vencido y Mileena se torna furiosa, con Kenshi recibiendo un golpe en los ojos para rescatar a Johnny de su ataque. La contienda se interrumpe con la aparición del General Shao, Goro y un conjunto de militares del universo exterior. Se envía a los residentes de la Tierra al laboratorio real de Shang Tsung para ser asesinados, mientras Kitana instruye a Rain y Tanya a asistir a Mileena, la inconsciente, que había sido sometida al suero.
Mucho más adelante en la trama, Rain se presenta en la Fortaleza Ying devastada durante el esfuerzo de infiltración de Scorpion y Sub-Zero, donde observa una olla de fundición de lo que parece ser oro junto a Quan Chi, quien le enseña acerca de la relevancia del oro puro para un objetivo no detallado. Sin tener conciencia de ello, Scorpion los persigue, justo cuando acababa de huir de un enfrentamiento con su hermano traidor, el general Shao, Shang Tsung y sus vigilantes. Rain consigue percibir el movimiento de Scorpion a través de un espejo y lo reacciona con un estallido de agua. Rain posteriormente combate a Scorpion junto a Quan Chi, pero Scorpion los supera en Kombat y se va de la fortaleza.
Rain se agrupa con el general Shao, Nitara, Goro y el resto de las tropas insurgentes de Shao en un enfrentamiento con Liu Kang y el equipo de Sindel en el verdadero laboratorio de Shang Tsung. Frente a Liu Kang, pero Sindel lo patea en un ataque inesperado. Rain consigue recuperarse y lo sigue hasta el laboratorio falso superior, enfrentándose a Sindel mismo. Sindel le comunica a Rain que su traición le duele más, dado que lo trató como si fuera su propio hijo. Sin embargo, Rain sostiene que la ha vencido y que Shang Tsung le mostró las verdaderas dimensiones de su potencial. Sin embargo, Sindel consigue vencerlo y declara que Rain ha muerto frente a ella debido a su traición.
Luego del fracaso de la insurrección, Rain se refugió en Orderrealm para eludir su apresamiento, donde se unió a la rebelión de Havik contra el mandato de Seidan. Rain consiguió generar un tsunami tan grande que aplastó y arrasó con toda la capital. A pesar de que Havik había conseguido su anhelo de anarquía, Rain se sintió devastado, llorando por su ambición instintiva que lo impulsó a deslealtar a Outworld y las miles de vidas que había perdido. Rain pronto se entregó a las fuerzas de Outworld, aguardando el castigo por sus crímenes y persiguiendo únicamente el perdón.
•Aliados: General Shao, Shang Tsung, Quan Chi, Nitara, Goro, Havik, Reiko, Sub-Zero (todos anterior mente)
•Enemigos: Sindel, Tanya, Mileena, Kitana, Liu Kang, Li Mei, Smoke, Kenshi (todos anteriormente)

## Apariciones de Rain
- Ultimate Mortal Kombat 3  (1996) (Versión para SNES y Mega Drive)
- Mortal Kombat Trilogy  (1996)
- Mortal Kombat Advance  (2001)
- Mortal Kombat Armageddon  (2006)
- Mortal Kombat 9  (2011) (DLC)
- Mortal Kombat X  (2015) (No jugable)
- Mortal Kombat 11 (2019) (DLC)
- Mortal Kombat 1 (2023)